# Students for a Democratic Society
Students for a Democratic Society (SDS, Studenten für eine demokratische Gesellschaft) nannte sich eine Studentenorganisation in den USA. Sie wurde 1960 in Ann Arbor gegründet. Sie waren Teil der New Left, die einen Grundstein der Studentenbewegung in den Sechziger Jahren bildete. Sie unterstützten die auf rechtliche Gleichheit plädierende Bürgerrechtsbewegung. Mit dem Vietnamkrieg wurden sie der Hauptanlaufpunkt für protestierende Studenten.
Die Positionen der SDS sind in der auf einem Entwurf von Tom Hayden basierenden Port-Huron-Erklärung niedergelegt, die am 11. Juni 1962 in Port Huron verabschiedet wurde.
Mit der Antikriegs-Aktivität kam es zu einer zunehmenden Radikalisierung der Studentenbewegung, und nachdem sich militante Gruppen abgespalten hatten, zerfielen die SDS im Jahr 1969. Im Jahre 1974 lösten sich die SDS endgültig auf.